# Ibrahim Drešević
Ibrahim Drešević (alb. Ibrahim Dreshaj; ur. 24 stycznia 1997 w Lilla Edet) – szwedzki piłkarz narodowości albańskiej. Należał do szwedzkich reprezentacji U-17 oraz U-19, a od 2019 roku reprezentuje Kosowo.

## Życie prywatne
Brat piłkarza Mehmeda.